# Borough de Neath
Pour les articles homonymes, voir Neath (homonymie).
Le borough de Neath (borough of Neath en anglais) est une ancienne zone de gouvernement local de deuxième niveau du pays de Galles.
Créé au 1er avril 1974 au sein du comté du West Glamorgan par le Local Government Act 1972, il est aboli le 31 mars 1996 en vertu du Local Government (Wales) Act 1994. Avec une partie du borough de la Lliw Valley et le borough de Port Talbot, son territoire est constitutif du borough de comté de Neath and Port Talbot institué à partir du 1er avril 1996.

## Géographie
Le territoire du borough relève du comté administratif du Glamorgan. Au 1er avril 1974, il constitue, avec les districts de l’Afan, de la Lliw Valley et de Swansea, le comté du West Glamorgan, zone de gouvernement local de premier niveau créée par le Local Government Act 1972,.
Alors que le borough admet 65 437 habitants au recensement de 1981, 63 143 résidents sont comptabilisés lors du recensement de 1991. La superficie du territoire du borough est évaluée à 50 971 acres en 1978,,.

## Toponymie
Simplement défini par un ensemble de territoires par le Local Government Act 1972, le district prend le nom officiel de Neath en vertu du Districts in Wales (Names) Order 1973, un décret en Conseil du 8 janvier 1973 pris par le secrétaire d’État pour le Pays de Galles,.
Ainsi, le borough tient son appellation de la ville de Neath, principale agglomération du territoire.

## Histoire
Le district de Neath est érigé au 1er avril 1974 à partir des territoires suivants :
- le borough municipal de Neath ;
- et le district rural de Neath, pour partie (sans la paroisse de Rhigos).

Alors que la notion de borough municipal est abolie par le Local Government Act 1972, le statut de borough est conféré au nouveau district par un décret en Conseil du 24 octobre 1973, avec une entrée en vigueur au 1er avril 1974. Dès lors, il est permis à la zone de gouvernement local de s’intituler « borough de Neath » (borough of Neath en anglais) tandis que son assemblée délibérante prend le nom de « conseil de borough de Neath » (Neath Borough Council en anglais) au sens de la section 21 du Local Government Act 1972,.
Le district est aboli au 31 mars 1996 par le Local Government (Wales) Act 1994, son territoire relevant désormais du borough de comté de Neath and Port Talbot au sens de la loi.